# Višnjevik
Višnjevik je naselje v Občini Brda.